# Jana Bystřická
Jana Bystřická (* 29. listopadu 1949 Plzeň) je česká politička a zdravotní sestra, v letech 2006 až 2009 místopředsedkyně KSČM, v letech 2004 až 2008 zastupitelka Plzeňského kraje, dlouholetá zastupitelka města Plzně.

## Život
Po absolvování základní školy vystudovala obor dětská sestra na střední zdravotnické škole (maturovala v roce 1969). Vzdělání si později rozšířila oborem výchovná péče v rámci Pomaturitního specializačního studia (závěrečné zkoušky absolvovala v roce 1984). V roce 1989 složila závěrečné zkoušky Organizace a řízení v Ústavu pro další vzdělávání zdravotnických pracovníků v Brně.[zdroj?]
Po maturitě nastoupila v roce 1969 jako řadová dětská sestra do Kojeneckého ústavu s dětským domovem v Plzni. Po mateřské dovolené pracovala v jeslích (zařízení pro děti od půl roku věku do tří let) podniku Škoda. V letech 1980 až 1987 vykonávala v jeslích funkci vedoucí sestry. V únoru 1987 byla jmenována do funkce vedoucí sestry Kojeneckého ústavu s dětským domovem v Plzni. V tomto zařízení setrvala až do roku 2000, kdy svůj pracovní úvazek ukončila v souvislosti s angažmá v politice.
Jana Bystřická je vdaná, s manželem mají dvě děti. Žije v Plzni, konkrétně v městském obvodu Radčice. Je veřejně činná v ženském hnutí, konkrétně v Českém svazu žen a Levicovém klubu žen.[zdroj?]

## Politické působení
V letech 1981 až 1990 byla členkou KSČ, od roku 1990 je členkou KSČM. Za tuto stranu byla v komunálních volbách v roce 1998 zvolena zastupitelkou města Plzně. Mandát zastupitelky města obhájila ve volbách v roce 2002, kdy byla lídryní kandidátky, a dále pak ve 2006, 2010 a 2014. Působí v Kontrolním výboru.
V komunálních volbách v roce 2006 navíc kandidovala i do Zastupitelstva Městského obvodu Plzeň 7-Radčice, ale neuspěla.
V krajských volbách v roce 2000 kandidovala za KSČM do Zastupitelstva Plzeňského kraje, ale neuspěla. Krajskou zastupitelkou se stala až po volbách 2004, kdy kandidátku strany vedla. V krajské politice setrvala jen do voleb v roce 2008.
Zastávala významnější pozice také v KSČM, od února 2002 do ledna 2006 byla členkou Výkonného výboru ÚV KSČM. Následně pak byla zvolena místopředsedkyní strany pro regionální a komunální politiku. Funkci zastávala do konce října 2009, kdy se rozhodla v ní ze zdravotních důvodů dále nepokračovat.
Ve volbách do Senátu PČR v roce 2002 kandidovala za KSČM v obvodu č. 9 – Plzeň-město. Získala 18,55 % hlasů a skončila na 3. místě (do druhého kola tak nepostoupila).
Ve volbách do Poslanecké sněmovny PČR v roce 1998 kandidovala za KSČM v Západočeském kraji, ale zvolena nebyla. Neuspěla ani ve volbách v roce 2002 a 2006, kdy kandidovala již v samostatném Plzeňském kraji.